# Alfonso López Gradolí
Alfonso López Gradolí (Valencia, 1943-Madrid, 6 de mayo de 2020) fue un poeta español. Activo desde los años sesenta, ocupa un lugar relevante en la poesía visual y experimental, como autor y antólogo. En 1999 obtuvo el Premio de la Crítica de la Comunidad Valenciana, en la modalidad de poesía.  

## Obra poética
Su obra poética se compone de los siguientes títulos: 
- El sabor del sol (Madrid, Biblioteca Nueva, 1968)
- Los instantes (Salamanca, Delegación Provincial de Cultura, 1969)
- Quizá Brigitte Bardot venga a tomar una copa esta noche (1971; 2ª ed., Barcelona, Anthropos, 1977). Poesía visual
- Vahadamente azul (Gandia, Premi Ausiàs March de Poesia, 1973)
- El aire sombrío (San Sebastián, Caja de Ahorros de Guipúzcoa, 1975)
- Una muchacha rodeada de espigas (Madrid, Instituto de Cultura Hispánica, 1977)
- Las señales del fuego (Barcelona, Anthropos, 1985)
- Poemas falangistas (Oviedo, Tarfe Ediciones, 1986)
- Una sucesión de encuentros (Cáceres, Ayuntamiento, 1997)
- Los signos de la soledad (Madrid, Devenir, 2000)
- Los bosques de la memoria. Poesía, 1968-2000 (Madrid, Calambur, 2001).
- Los días luminosos (Cáceres, Diputación de Cáceres, Institución cultural "El Brocense", Colección abZcetario, 2002)
- Quizá conmigo y otros poemas (Valladolid, Ediciones Tansonville, Colección "Tansonville", 2006)
- Las profundas aguas (Madrid, Calambur Editorial, Colección Poesía, 92, 2009)
- La escritura mirada. Una aproximación a la poesía experimental española (Madrid, Calambur Editorial, Biblioteca Litterae, 16, 2008)
- Frágil e incierto oficio (Siero, Asturias, Editorial Ars Poetica, 2017)

## Prosa
- Guía secreta de Valencia (Valencia, Al-Borak, 1974)
- Diccionario otro de lugares comunes (Madrid, Calambur, 1997).

## Edición y prólogo
- Poesía visual española (antología incompleta) ( Madrid, Calambur Editorial, 2007)

## Edición y epílogo
- Poesía experimental española (Madrid, Calambur Editorial, 2012)

## Algunos premios obtenidos
- Premio de Poesía Ausías March, 1973
- V Edición del Premio Ciudad de Irun, Poesía, 1974
- Premio a la mejor letra en el XVII Festival español de la canción de Benidorm, 1975
- Premio de Poesía José María Lacalle, 1976
- Premio de Poesía Villa de Martorell, 1976
- Premio de Poesía Segovia, 1977
- Premio Juan Boscán, Poesía 1980
- Premio de Poesía Luis Rosales, 1982
- Premio de Poesía Ciudad de Linares, III Edición, 1982
- Premio de Poesía Enríquez de la Rúa, 1983
- Premio Anthropos ámbito literario, Poesía, 1985
- Premio Enrique Ferrán, 1986
- Premio de Poesía Cáceres Patrimonio Mundial, 1996
- Premio de Poesía Vicente Gaos, Valencia 1998
- Premio de la crítica (modalidad Poesía) de la Comunidad Valenciana, 1999